# Anadolu repülőtér
Az Anadolu repülőtér (IATA: AOE, ICAO: LTBY) Törökország egyik kisebb jelentőségű nemzetközi repülőtere, amely Eskişehir közelében található. Éves utasforgalma 117 190 fő (2022).

## Légitársaságok és úticélok
2023-ban a Anadolu repülőtérről az alábbi járatok indulnak:
| Légitársaság      | Célállomások                       |
| ----------------- | ---------------------------------- |
| Corendon Airlines | Szezonális: Brüsszel               |
| SunExpress        | Brüsszel                           |
| TUI fly Belgium   | Brüsszel Szezonális: Ostend/Bruges |
| Turkish Airlines  | Szezonális Charter: Brüsszel       |

## Futópályák
A repülőtér futópályái:
- 27/09

## Forgalom
Az utasforgalom az elmúlt években az alábbi módon változott:
| Utasok száma | 15 504 | 78 323 | 63 610 | 47 228 | 45 872 | 45 872 | 80 048 | 86 370 | 54 988 | 117 190 |
|              | 2007   | 2009   | 2010   | 2012   | 2014   | 2015   | 2017   | 2019   | 2020   | 2022    |